# Zwei tolle Käfer räumen auf
Zwei tolle Käfer räumen auf (Alternativtitel: Superbaby – der Kleine mit der großen Klappe) ist ein deutscher Film aus dem Jahr 1978. Er ist der letzte von fünf Filmen der Dudu-Filmreihe um einen gleichnamigen Wunder-Käfer.

## Handlung
In einer Verfolgungsjagd mit Mafiosi in der Schweiz lotst El Guancho in seinem Wunderkäfer Dudu die Gangster in ein Stockcarrennen. Dort wird die schwarze Limousine der beiden völlig zerstört. Dudu verliert seine Karosserie, da er einen Hang herabgestoßen wird. Unter der Karossiere befindet sich ein Solo 750, und Guanchos sprechende Roboterkrabbe Pitscho merkt an, Dudu sähe so besser aus, als er als VW Käfer aussah.
Der Film spielt von nun an auf Lanzarote. Während eines Golfspiels gerät El Guancho in Kontakt mit der Mafia, die nach einem Goldschatz sucht, der im Zweiten Weltkrieg vom sizilianischen Corleone nach Lanzarote gebracht wurde. Der vorwitzige Pitscho zeigt den Gangstern eine Goldmünze aus dem Besitz El Guanchos, was diese auf ihn neugierig macht.
Im Laufe des Films lernt El Guancho Maria und ihren Sohn Lorenzo kennen, die zunächst skeptisch sind, da Guancho Alkoholiker ist. Nach mehreren Auseinandersetzungen mit den Mafiosi, bei der Maria und Lorenzo und schließlich auch Guancho entführt werden, gelingt es dem Protagonisten, die Gangster zu überlisten und auszuschalten.

## Hintergrund
In diesem Film verabschiedet sich Dudu in einer Verfolgungsjagd, die größtenteils aus dem dritten Teil Ein Käfer auf Extratour herausgeschnitten wurde, innerhalb der ersten zehn Minuten unzeremoniell als gelber VW-Käfer und fährt den Rest des Films als Solo 750 durch die Gegend. Dieser letzte Film der Reihe hat nur wenig mit den übrigen Dudu-Filmen gemeinsam, die Figur Jimmy Bondi taucht nicht auf und auch Dudu selbst spielt kaum eine Rolle. Der Originaltitel dieses Films Superbaby – der Kleine mit der großen Klappe und der Schluss legen nahe, dass Zwei tolle Käfer räumen auf aus Gründen der Vermarktung gewählt wurde. Rudolf Zehetgruber fährt einen dreiachsigen, schwimmfähigen Solo 750 ATV (kurz für All Terrain Vehicle, deutsch: „Geländefahrzeug“), der am Anfang des Films unter der Karosserie von Dudu stecken soll und als ungetarnter Dudu in den Film eingeführt wird.

## Kritik
„Sehr simpler, weitgehend spannungsloser Abenteuerfilm.“